# 11. armada (Avstro-Ogrska)
Za druge 11. armade glejte 11. armada.
11. armada (nemško 11. Armee) je bila armada avstro-ogrske skupne vojske med prvo svetovno vojno.

## Zgodovina
Armada je bila ustanovljena 14. marca 1916 in do ukinitve novembra 1918 je delovala na italijanski fronti.

## Vodstvo
Poveljniki
- general konjenice/generalpolkovnik Viktor Dankl von Krasnik: 14. marec–18. junij 1916
- generalpolkovnik Franz Rohr von Denta: 18. junij 1916–28. februar 1917
- Feldzeugmeister/generalpolkovnik Viktor von Scheuchenstuel: 28. februar 1917–november 1918